# رودماک
رودماک (به فرانسوی: Rodemack) یک کمون در فرانسه است که در Canton of Cattenom واقع شده‌است.

## خصوصیات
رودماک ۹٫۹۶ کیلومترمربع مساحت و ۸۰۴ نفر جمعیت دارد و ۱۸۰ متر بالاتر از سطح دریا واقع شده‌است.